# La meglio gioventù (singolo)
La meglio gioventù è un singolo della cantante italiana Margherita Vicario, pubblicato il 9 dicembre 2021 dall'etichetta Island Records.

## Video musicale
Il videoclip del brano, diretto da Francesco Coppola, è stato pubblicato il 14 dicembre 2021 sul canale YouTube della cantante.

## Tracce
Testi di Margherita Vicario e Alessandro La Cava, musiche di Dade.
1. La meglio gioventù – 3:10